# 里汉·诺法勒·库沙尔扬托
里汉·诺法勒·库沙尔扬托（2000年2月28日—），印尼男子羽毛球運動員。他与西蒂·法迪亚·席尔瓦·拉马丹蒂曾贏得2017年亚青賽混双冠军得主，亦是印尼第四支亚青賽混雙冠軍组合。

## 簡歷
里汉·诺法勒·库沙尔扬托的父親為前印尼羽球運動員特里·庫沙揚托。
2017年7月，里汉·诺法勒·库沙尔扬托代表印尼參加在本國舉行的亞洲青年羽毛球錦標賽，在率先进行的团体赛中，助印尼队赢得混合團體亚军；此外，还與青年期西蒂·法迪亚·席尔瓦·拉马丹蒂赢得亚青赛混合双打冠军，亦是印尼第四个赢得该项目冠军的组合。同年10月，他代表印尼参加本国举办的世界青年羽毛球錦標賽，與青年期西蒂·法迪亚·席尔瓦·拉马丹蒂赢得混合双打亚军。同期10月，她與西蒂·法迪亚·席尔瓦·拉马丹蒂出戰印尼羽毛球國際挑戰賽，在混双决赛以2比0（21-9、21-18）击败了赛会7号种子、队友的伊尔凡·法蒂拉赫/皮娅·泽巴迪娅·贝尔纳德特，赢得国际赛混双冠军，亦是她首个國際挑戰賽混双冠军。
2018年4月，里汉·诺法勒·库沙尔扬托與普拉穆迪亚·库苏马瓦达纳·里扬托出戰芬蘭羽毛球公開賽，在男双决赛以0比2（14-21、17-21）不敌队友的阿克巴·宾唐·察尤诺/穆罕默德·利萨·巴列维·伊斯法哈尼，赢得亚军。同年7月，她代表印尼参加本国举办的亞洲青年羽毛球錦標賽，助印尼队赢得混合團體季军。

## 主要比賽成績
只列出曾進入準決賽的國際賽事成績：
| 年份   | 賽事                     | 公開賽級別 | 項目     | 拍檔                           | 成績   |
| ------ | ------------------------ | ---------- | -------- | ------------------------------ | ------ |
| 2017年 | 亞洲青年羽毛球錦標賽     | 其他       | 混合團體 | －                             | 亞軍   |
| 2017年 | 亞洲青年羽毛球錦標賽     | 其他       | 混合雙打 | 西蒂·法迪亚·席尔瓦·拉马丹蒂    | 冠軍   |
| 2017年 | 世界青年羽毛球錦標賽     | 其他       | 混合雙打 | 西蒂·法迪亚·席尔瓦·拉马丹蒂    | 亞軍   |
| 2017年 | 印尼羽毛球國際挑戰賽     | 國際挑戰賽 | 混合雙打 | 西蒂·法迪亚·席尔瓦·拉马丹蒂    | 冠軍   |
| 2018年 | 芬蘭羽毛球公開賽         | 國際挑戰賽 | 男子雙打 | 普拉穆迪亚·库苏马瓦达纳·里扬托 | 亞軍   |
| 2018年 | 亞洲青年羽毛球錦標賽     | 其他       | 混合團體 | －                             | 季軍   |
| 2018年 | 世界青年羽毛球錦標賽     | 其他       | 混合團體 | －                             | 季軍   |
| 2018年 | 世界青年羽毛球錦標賽     | 其他       | 混合雙打 | 西蒂·法迪亚·席尔瓦·拉马丹蒂    | 亞軍   |
| 2019年 | 奧爾良羽毛球大師賽       | 超級100賽  | 混合雙打 | 丽莎·阿尤·库苏马瓦蒂           | 準決賽 |
| 2019年 | 芬蘭羽毛球公開賽         | 國際挑戰賽 | 混合雙打 | 丽莎·阿尤·库苏马瓦蒂           | 冠軍   |
| 2019年 | 印尼瑪琅市長羽毛球大師賽 | 超級100賽  | 混合雙打 | 丽莎·阿尤·库苏马瓦蒂           | 準決賽 |
| 2019年 | 印尼羽毛球國際挑戰賽     | 國際挑戰賽 | 混合雙打 | 丽莎·阿尤·库苏马瓦蒂           | 準決賽 |
| 2022年 | 瑞士羽毛球公開賽         | 超級300賽  | 混合雙打 | 丽莎·阿尤·库苏马瓦蒂           | 準決賽 |
| 2022年 | 奧爾良羽毛球大師賽       | 超級100賽  | 混合雙打 | 丽莎·阿尤·库苏马瓦蒂           | 亞軍   |
| 2022年 | 越南羽毛球公開賽         | 超級100賽  | 混合雙打 | 丽莎·阿尤·库苏马瓦蒂           | 亞軍   |
| 2022年 | 法國羽毛球公開賽         | 超級750賽  | 混合雙打 | 麗莎·阿尤·庫蘇馬瓦蒂           | 準決賽 |
| 2022年 | 海洛羽毛球公開賽         | 超級300賽  | 混合雙打 | 麗莎·阿尤·庫蘇馬瓦蒂           | 冠軍   |
| 2023年 | 全英羽毛球公開賽         | 超級1000賽 | 混合雙打 | 麗莎·阿尤·庫蘇馬瓦蒂           | 準決賽 |
| 2023年 | 奧爾良羽毛球大師賽       | 超級300賽  | 混合雙打 | 麗莎·阿尤·庫蘇馬瓦蒂           | 準決賽 |
| 2023年 | 東南亞運動會羽毛球比賽   | 其他       | 男子團體 | －                             | 金牌   |
| 2023年 | 東南亞運動會羽毛球比賽   | 其他       | 混合雙打 | 麗莎·阿尤·庫蘇馬瓦蒂           | 金牌   |
| 2023年 | 海洛羽毛球公開賽         | 超級300賽  | 混合雙打 | 麗莎·阿尤·庫蘇馬瓦蒂           | 亞軍   |
| 2024年 | 泰國羽毛球大師賽         | 超級300賽  | 混合雙打 | 麗莎·阿尤·庫蘇馬瓦蒂           | 準決賽 |
| 2024年 | 德國羽毛球公開賽         | 超級300賽  | 混合雙打 | 麗莎·阿尤·庫蘇馬瓦蒂           | 準決賽 |
| 2025年 | 德國羽毛球公開賽         | 超級300賽  | 混合雙打 | 格羅里亞·埃馬努埃萊·維德佳佳   | 亞軍   |
| 2025年 | 奧爾良羽毛球大師賽       | 超級300賽  | 混合雙打 | 格羅里亞·埃馬努埃萊·維德佳佳   | 亞軍   |
| 2025年 | 波蘭羽毛球公開賽         | 國際挑戰賽 | 混合雙打 | 格羅里亞·埃馬努埃萊·維德佳佳   | 冠軍   |
| 2025年 | 蘇迪曼盃                 | 其他       | 混合團体 | －                             | 季軍   |

| 2007-2017年 | 首要超級賽 | 超級賽 | 黃金大獎賽 | 大獎賽 | 國際挑戰賽 | 國際系列賽 | 未來系列賽 | 其他 |

| 2018-2026年 | 總決賽 | 超級1000賽 | 超級750賽 | 超級500賽 | 超級300賽 | 超級100賽 | 國際挑戰賽 | 國際系列賽 | 未來系列賽 | 其他 |

### 奧運會和世錦賽參賽紀錄
|          | 搭檔           | 2021  | 2022 | 2023 |
| -------- | -------------- | ----- | ---- | ---- |
| 混合雙打 | L·A·库苏马瓦蒂 | 64強1 | 16強 | 16強 |

1 賽前退賽